# Bonson (Alpy Nadmorskie)
Bonson – miejscowość i gmina we Francji, w regionie Prowansja-Alpy-Lazurowe Wybrzeże, w departamencie Alpy Nadmorskie.
Według danych na rok 1990 gminę zamieszkiwało 456 osób, a gęstość zaludnienia wynosiła 68 osób/km² (wśród 963 gmin regionu Prowansja-Alpy-W. Lazurowe Bonson plasuje się na 502. miejscu pod względem liczby ludności, natomiast pod względem powierzchni na miejscu 775.).